# Танченко Іван Михайлович
Іван Михайлович Танченко (4 березня 1912, місто Костянтинівка, тепер Донецької області — серпень 1976, місто Київ) — український радянський діяч, 2-й секретар Київського обкому КПУ. Депутат Верховної Ради УРСР 5-го скликання. Кандидат у члени ЦК КПУ в 1960—1961 роках. Кандидат хімічних наук.

## Біографія
Народився в родині робітника. Трудову діяльність розпочав у 1928 році робітником Костянтинівського склозаводу на Донбасі.
У 1935 році закінчив Харківський інженерно-економічний інститут.
У 1935—1941 роках — інженер Київського хіміко-фармацевтичного заводу імені Ломоносова.
Член ВКП(б) з 1940 року.
Учасник німецько-радянської війни з червня 1941. Служив помічником командира з технічної частини 50-го окремого батальйону хімічного захисту Південно-Західного, Калінінського, 1-го Українського фронтів.

Могила Івана Танченка

У 1945—1955 роках — головний інженер на київських хіміко-фармацевтичних заводах.
У 1955 — червні 1957 року — 1-й секретар Сталінського районного комітету КП України міста Києва.
6 червня 1957 — 15 вересня 1961 року — 2-й секретар Київського обласного комітету КП України.
У 1961 — жовтні 1965 року — на керівних посадах в Українській раді народного господарства: начальник Управління медичної промисловості Укрраднаргоспу. З листопада 1961 року — заступник голови Ради по координації та плануванню роботи раднаргоспів Південно-Західного економічного району.
У листопаді 1965—1970 роках — заступник міністра хімічної промисловості Української РСР з питань кадрової роботи.
У 1970 — серпні 1976 року — директор Всесоюзного науково-дослідного і проектного інституту хімічної промисловості СРСР у Києві.
Помер в місті Києві. Похований на Байковому кладовищі Києва (ділянка № 6).

## Звання
- старший технік-лейтенант

## Нагороди
- орден Леніна
- орден Жовтневої Революції
- орден Трудового Червоного Прапора
- орден «Знак Пошани»
- медаль «За бойові заслуги» (16.06.1945)
- медалі
- Почесна грамота Президії Верховної Ради Української РСР (19.05.1972)
- Сталінська премія ІІ-го ст. (1950)